# Laurențiu Roșu
Laurențiu Dumitru Roșu, né le 26 octobre 1975 à Iași (Roumanie), est un footballeur roumain, qui a évolué au poste d'ailier au Steaua Bucarest notamment, et en équipe de Roumanie.
Roșu a marqué cinq buts lors de ses trente-huit sélections avec l'équipe de Roumanie entre 1998 et 2007. 

## Carrière de joueur
- 1993-2000 :  Steaua Bucarest
- 2000-2004 :  CD Numancia
- 2004-2008 :  Recreativo de Huelva
- 2008-2009 :  Cadix CF

## Palmarès

### En équipe nationale
- 38 sélections et 5 buts avec l'équipe de Roumanie entre 1998 et 2007.
- Quart de finaliste de l'Euro 2000.

### Steaua Bucarest
- Vainqueur du Championnat de Roumanie en 1994, 1995, 1996, 1997 et 1998.
- Vainqueur de la Coupe de Roumanie en 1996, 1997 et 1999.
- Vainqueur de la Supercoupe de Roumanie en 1994, 1995 et 1998.

### Recreativo de Huelva
- Vainqueur du Championnat d'Espagne D2 en 2006.

## Carrière d'entraineur
- oct. 2016 : juin. 2017  UTA Arad